# Lucius Iulius Caesar (Konsul 64 v. Chr.)
Lucius Iulius Caesar (* wohl 110/108 v. Chr.; † 40 v. Chr.) war ein römischer Politiker im 1. Jahrhundert v. Chr.

## Leben
Lucius Iulius Caesar ist zuerst als Münzmeister um das Jahr 90 v. Chr. belegt; in diesem Jahr war sein gleichnamiger Vater Konsul. Seine Schwester Iulia war nacheinander mit Marcus Antonius Creticus (aus dieser Ehe stammte der spätere Triumvir Marcus Antonius) und Publius Cornelius Lentulus Sura verheiratet.
Im Jahr 77 v. Chr. war Lucius Caesar Quästor und diente in der Provinz Asia, wie eine in Ilion gefundene Inschrift zeigt. Spätestens 67 v. Chr. muss er Prätor gewesen sein, da er für das Jahr 64 v. Chr. zum Konsul gewählt wurde. In seiner Amtszeit erfolgten Senatsbeschlüsse über Beschränkungen bei Wahlbewerbungen und zum Verbot von collegia.
Zusammen mit Gaius Iulius Caesar, dem späteren Diktator, der vermutlich der Sohn seines Cousins war, wurde Lucius Caesar 63 v. Chr. im Prozess gegen Gaius Rabirius als Sonderrichter (duumvir perduellionis) eingesetzt. Später in diesem Jahr stimmte er für die Hinrichtung seines Schwagers Publius Lentulus Sura, der zu den Catilinariern gehörte. Neuere Inschriftenlesungen haben gezeigt, dass Lucius Caesar vermutlich einer der beiden Zensoren des Jahres 61 v. Chr. war (zusammen mit Gaius Scribonius Curio).
Ab 52 v. Chr. diente er unter Gaius Caesar im gallischen Krieg als Legat und war für die provincia Narbonensis zuständig. Als Legat Caesars wird er auch noch bei Beginn des Bürgerkriegs im Jahr 49 v. Chr. erwähnt. 47 v. Chr. setzte ihn sein Neffe Marcus Antonius, der magister equitum des Diktators Caesar war, als Stadtpräfekt ein, weil er die Stadt Rom wegen einer Meuterei der Legionen in Kampanien verlassen musste. Laut Cassius Dio fiel es Lucius Caesar wegen seines fortgeschrittenen Alters schwer, Unruhe stiftende Volkstribunen zu disziplinieren.
Im Bürgerkrieg nach der Ermordung Caesars sollte Lucius Caesar im März 43 v. Chr. einer Gesandtschaft des Senats an Antonius angehören, die allerdings nie abgeschickt wurde. Nach Gründung des Zweiten Triumvirats am Ende des Jahres wurde er proskribiert, aber begnadigt, weil seine Schwester Iulia sich bei ihrem Sohn Antonius für ihn einsetzte.
Vielleicht schon seit 88 v. Chr., spätestens seit 80 v. Chr., gehörte Lucius Caesar dem Kollegium der Auguren an und verfasste auch Schriften über das Auguralrecht. Er starb vermutlich 40 v. Chr., da in diesem Jahr sein mutmaßlicher Nachfolger Lucius Sempronius Atratinus als Augur erscheint.
Sein gleichnamiger Sohn war im Bürgerkrieg Anhänger des Pompeius.